# Mainsat
Mainsat är en kommun i departementet Creuse i regionen Nouvelle-Aquitaine i de centrala delarna av Frankrike. Kommunen ligger i kantonen Bellegarde-en-Marche som tillhör arrondissementet Aubusson. År 2022 hade Mainsat 532 invånare.

## Befolkningsutveckling
Antalet invånare i kommunen Mainsat
Referens:INSEE